# モースマスクシリーズ
モースマスクシリーズ（Morse mask series）とは、株式会社エースインターナショナルジャパンより2008年5月から発売されている、3層構造、あるいは4層構造の対インフルエンザウイルス用高機能不織布マスクであり、N99規格に準拠したフィルターが使用されている。

## 概要
アメリカのロナルド・モース（アメリカ国防総省OB、元米国経済戦略研究所副理事長）によって発案されたものである。
2005年8月より発売開始。2009年に流行した新型インフルエンザ（A型H1N1インフルエンザ）の際には記録的なヒットを残したことで注目を浴びた。

## 特徴
モースプロテクション・モースWプロテクションはポリプロピレンを不織布に使用しており、付着したウイルスを静電気で通過防止するつくりとなっている。モースガードに関しては不織布に加えて銀系抗菌剤がフィルターに使用されている。この不織布は、学校法人北里研究所で実際のインフルエンザウイルスを使用した抗ウイルス性能試験を行っている。試験の結果、ウイルスを99.9999%カットするという性能値を証明している。

## 評価

### 日本感染症学会
第52回日本感染症学会中日本地方会学術集会（2009年11月26日）では、四天王寺大学生活科学科教授、渡邊隆司氏により、インフルエンザなどの飛沫感染症に対するパンデミック予防・防御対策用として極めて有効であることが確認されたと発表された。この発表の目的は銀イオン・ゼオライト(AgZ)剤・静電気対加工4層構造不織布からなるモースガードマスクのインフルエンザウイルスに対する補捉性、不活化能及びAgZ剤の選択毒性についての検討である。結論としてモースガードマスクのウイルス捕捉率及び不活化能は顕著であり、AgZ剤の選択毒性は高い。4層構造の不織布の通気性と保湿性は優れていた、というものである。
なお、渡邊隆司氏はマスク製造企業に学術顧問として所属している。

### 日本医師会
2009年4月7日、日本医師会はインフルエンザ対策ガイドラインにて、新型インフルエンザの発生に備えて日本医師会の事務局にて常備する備品のうちに同製品を含めている。

## シリーズ
- モースガード
- モースプロテクション
- モースWプロテクション